# 洛杉矶华埠
洛杉矶华埠位于洛杉矶市中心北部，是洛杉矶市的一个邻里社区，也是华人及其它亚裔群体的商业中心。洛杉矶华埠建立于1938年，时值旧华埠因建设洛杉矶联合车站动迁，洛杉矶市府因此在毗邻的街区规划并建立了新华埠。时至今日，华埠保有一众餐馆、零售、画廊以及一处容纳7800多人的低收入住宅区。

## 引用
1. ↑  .   [2024-01-11]. （原始内容存档于2023-04-05）.
2. ↑  Angels Walk–Union Station/El Pueblo/Little Tokyo/Center, published by Angels Walk LA, 2000
3. ↑  .   [October 25, 2010]. （原始内容存档于October 19, 2015）.
4. ↑  Espinosa, Maggie. . San Diego Union-Tribune. North County Times. 22 January 2008  [24 May 2018]. （原始内容存档于2023-07-02）.